# Željko Perušić
Željko Perušić (Varoš, 23 de março de 1936 – 28 de setembro de 2017) foi um ex-futebolista e treinador croata, medalhista olímpico.

## Carreira
Željko Perušić fez parte do elenco medalha de ouro, nos Jogos Olímpicos de 1960.